# Bestek (eetgerei)

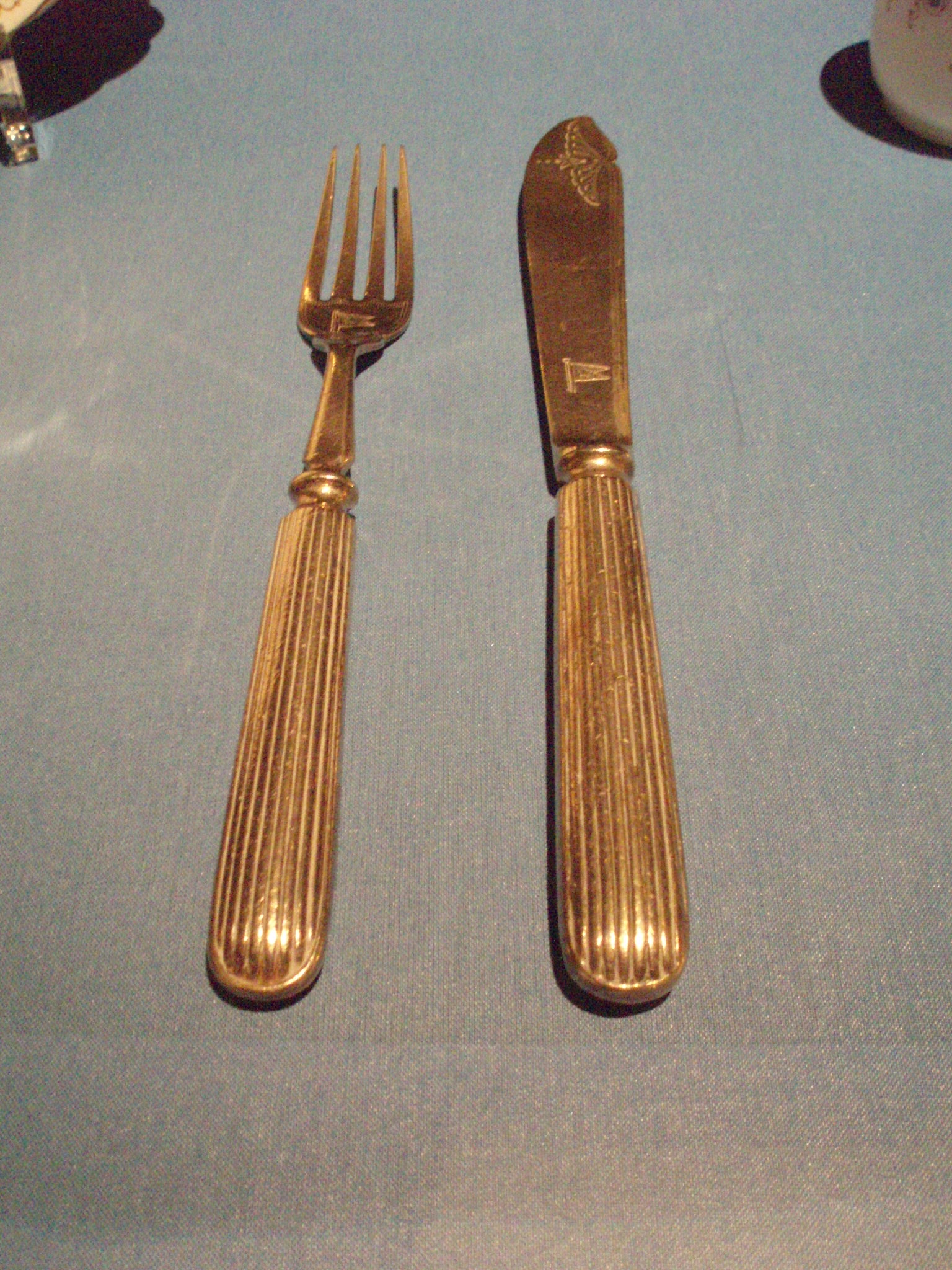
Bestek gebruikt op de RMS Titanic

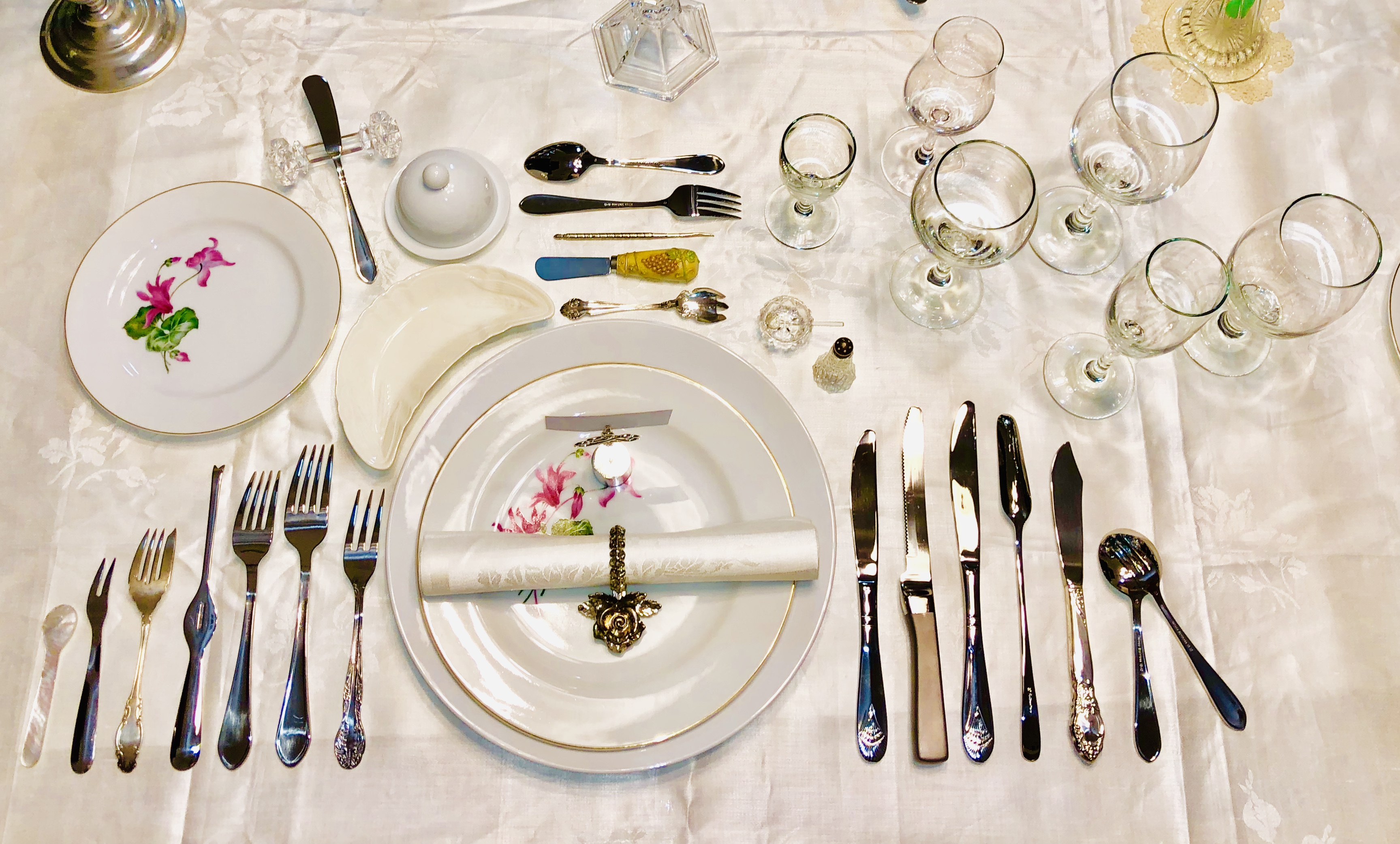
Couvert

Het bestek is het eetgerei, de vork, de lepel en het mes dat gebruikt wordt om mee te eten en om de maaltijd op te dienen. In oosterse landen is het gebruikelijk om met stokjes te eten, maar het is in de westerse wereld niet gebruikelijk om eetstokjes als bestek aan te merken. In Europa werd tot in de Middeleeuwen enkel met mes en lepel gegeten. Pas vanaf de Renaissance begon in Italië ook het gebruik van een vork in zwang te raken. De Romeinen kenden reeds het gebruik van dienvorken om vlees op te dienen, maar niet een individuele  tafelvork.
Het bestek is het geheel van alle messen, vorken en lepels, dat aan tafel wordt gebruikt. 
Een couvert is het woord dat in de horeca wordt gehanteerd voor het nodige eetgerei per gast, meestal in een ruimere betekenis dan bestek.
Een couvert kan dus ruimer bestaan uit:
- dessertmes, dessertlepel, dessertvork (iets kleiner van formaat dan het vorige, dessertlepels zijn iets anders dan koffielepels en theelepels, want ze zijn groter);
- koffielepels, taartvorkjes (kleiner dan dessertlepel of dessertvork), oestervork, kreefthaak, espressolepel;
- visvork en vismes, eventueel aangevuld met een vissauslepel (ook wel gourmetsauslepel genoemd);
- spork, een combinatie van lepel en vork.

## Materiaal

### Metaal
Het meeste bestek voor thuis wordt gemaakt uit edelstaal, messen zijn vaak deels of geheel van molybdeenlegeringen, die beter scherp blijven. In de horeca wordt ook roestvast staal gebruikt, dat voordeliger maar minder glanzend is dan edelstaal.
Een metaal dat veel gebruikt wordt is zilver, dat echter oxideert door contact met de lucht en regelmatig gepoetst dient te worden, tenzij het wordt opgeborgen in bestekkoffers voorzien van anti-aanslagdoek. Ook bekend is verzilverd bestek, dat een verzilverde laag is op een ondergrond van edelstaal of alpaca. Ook dit oxideert, maar heeft een kortere levensduur en is voordeliger dan massief zilver.
Massief zilver heeft een zilvergehalte van minimum 800 eenheden zilver op duizend. Meestal bevat massief zilver 925 eenheden zilver op 1.000. Een bestek dat uit zuiver zilver gemaakt is, zou niet bruikbaar zijn, omdat zilver een zacht metaal is. Een lepel die uitsluitend uit zilver gemaakt zou zijn, zou zeer plooibaar zijn; daarom bestaat massief zilver niet enkel uit zilver.
Bekende merken van verzilverd of massief zilver bestek zijn Christofle, Van Kempen en Begeer, Keltum, Robbe & Berking, Puiforcat, Ercuis, Wiskemann (vroeger Belgisch merk), Kyra ten Cate, WMF (Württembergische Metallwarenfabrik), Wilkens, Auerhahn (productie stopgezet), Oneida en vele andere.

### Kunststof

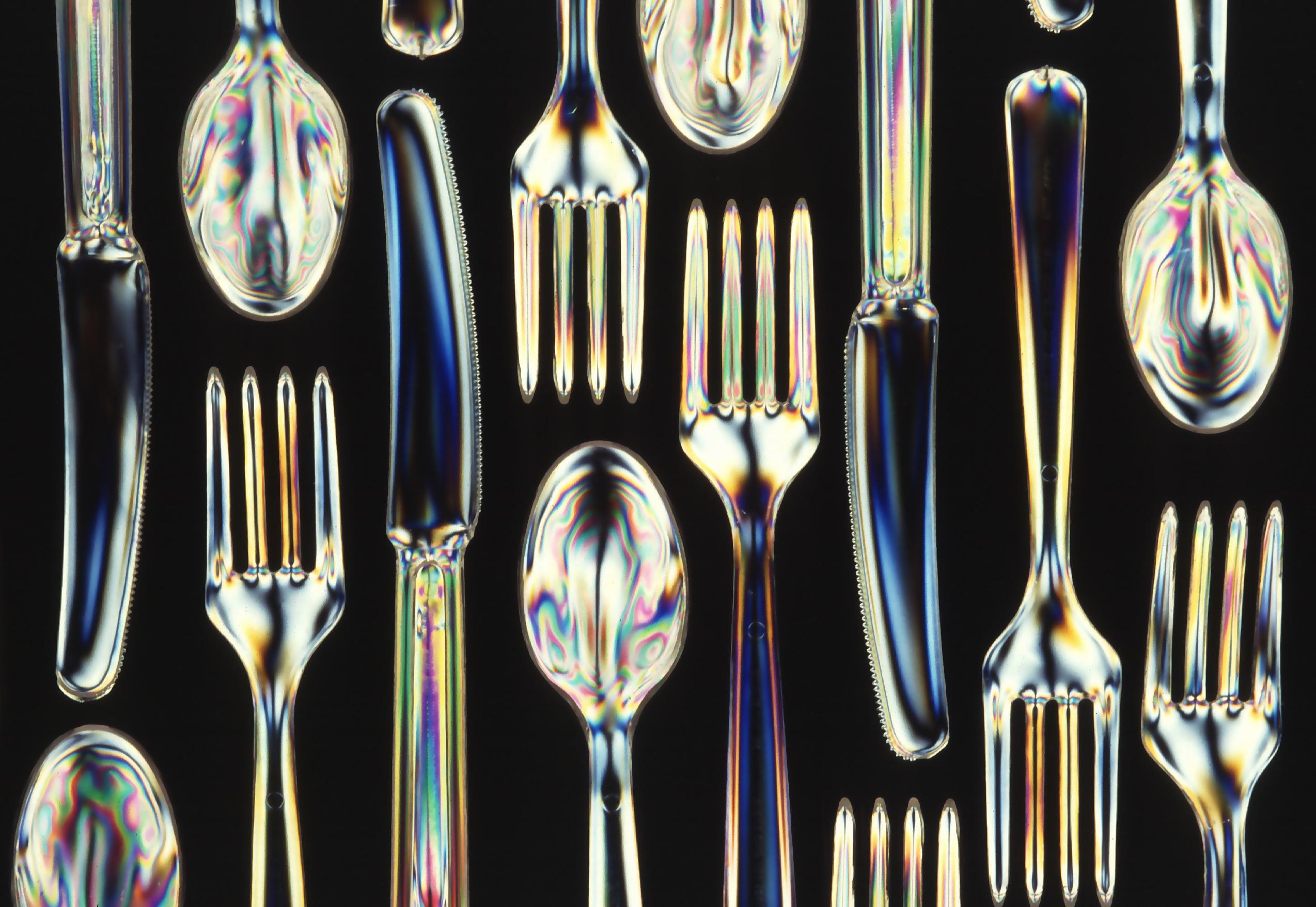
Biologisch afbreekbaar bestek gemaakt van zetmeel en polyester

Ook is er bestek gemaakt van kunststoffen, dat meestal als wegwerpbestek wordt gebruikt. Dit soort bestek is ook verkrijgbaar als biologisch afbreekbaar.

## Andere betekenis
Couvert heeft in de keuken ook andere betekenissen:
- het aantal maaltijden in een restaurant dat aan een gezelschap wordt geserveerd.
- de maximale inhoud van een vaatwasmachine weergegeven. Een maximale belading van 12 couverts wil dan zeggen dat er voor 12 personen bestek, borden e.d. kan worden ingeladen.
- een toeslag in een restaurant als twee personen samen één maaltijd nuttigen. Deze toeslag dekt dan de kosten van extra bestek, een bord, de bediening, e.d. (zie ook kurkgeld)

Het woord couvert wordt ook wel gebruikt voor envelop, meestal in de uitdrukking: onder couvert, dat wil zeggen in een gesloten envelop.